# Trebesing
Trebesing est une commune autrichienne du district de Spittal an der Drau en Carinthie.